# SFSP 34–38, 80–89
Die SFSP 34–38, 80–89 waren Schnellzuglokomotiven der Strade Ferrate dello Stato Piemontese (SFSP).

## Geschichte
Die 15 ungekuppelten Lokomotiven wurden 1853 bis 1855 von Sharp an die SFSP geliefert.
Sie erhielten die Nummern 34–38 und 80–89.
1865 kamen sie zur Strade Ferrate dell’Alta Italia (SFAI), die ihnen die Betriebsnummern 91–105 zuwies.
Weitere fünf Stück sind als 106–110 schon direkt an die SFAI geliefert worden.
Die Liefertranchen unterschieden sich technisch so sehr, dass die SFAI sie 1875–1883 vereinheitlichte, indem sie sie mit Belpaire-Kesseln ausstattete.
1885 kamen sie zur Rete Mediterranea (RM), die ihnen die Betriebsnummern 519–538 gab.
Die italienischen Staatsbahnen (FS) reihten noch fünf Exemplare als 1031–5 in ihre Reihe 103 ein.
Alle Maschinen wurden zwischen 1909 und 1910 ausgemustert.